# Literární noviny
Literární noviny – czeski miesięcznik kulturalno-polityczny. Czasopismo o tej nazwie wychodziło od roku 1927. Ostatni numer ukazał się 28 maja 2020. Czasopismo odegrało ważną rolę w praskiej wiośnie; często publikowane były w nim teksty postulujące dalsze reformy w Czechosłowacji.